# Вонвельно
Вонвельно (пол. Wąwelno, нім. Lindenwald) — село в Польщі, у гміні Сошно Семполенського повіту Куявсько-Поморського воєводства.
Населення — 529 осіб (2011).
У 1975-1998 роках село належало до Бидгощського воєводства.

## Демографія
Демографічна структура станом на 31 березня 2011 року:
|          | Загалом | Допрацездатний вік | Працездатний вік | Постпрацездатний вік |
| -------- | ------- | ------------------ | ---------------- | -------------------- |
| Чоловіки | 278     | 57                 | 196              | 25                   |
| Жінки    | 251     | 36                 | 159              | 56                   |
| Разом    | 529     | 93                 | 355              | 81                   |